# 국립보건원 (미국)

국립보건원의 로고.

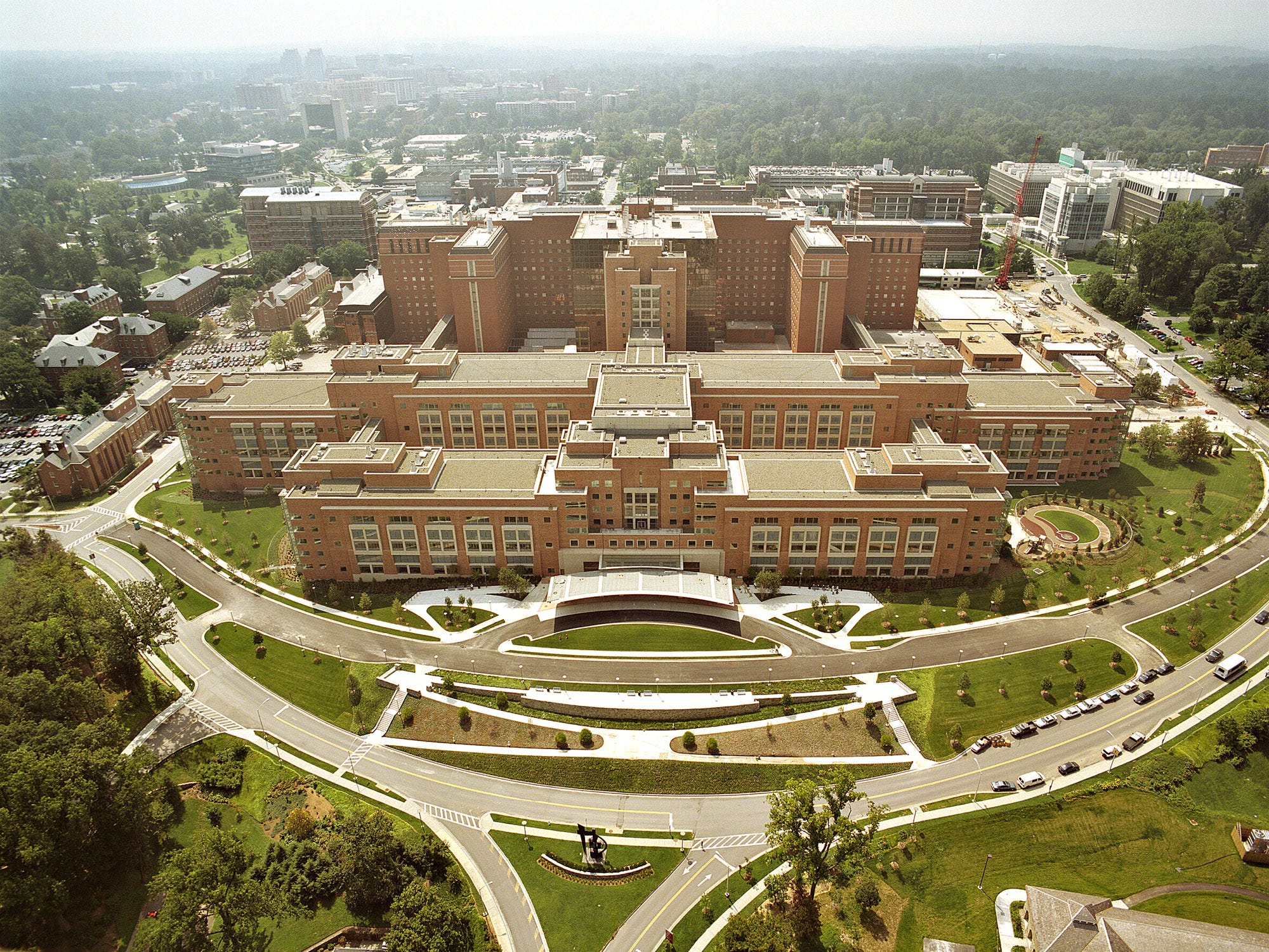
NIH Mark O. Hatfield Clinical Research Center의 사진.

미국 국립 보건원(영어: National Institutes of Health)은 의료와 건강 관련 정책을 총괄하는 미합중국의 행정기관이다. 또한 미국 국립보건원이 대한민국에서 유명해지게 된 이유는 미국의 줄기세포진흥법에 의해 2001년 8월 9일까지 확립된 줄기세포를 이용한 연구에 대하여만 미국 연방정부의 연구비를 지원하겠다고 발표하여 전 세계에 걸쳐 배아줄기세포주를 등록받게 되면서이다.

## 사건
한국에서는 미즈메디 연구소가 2001년 3월경 확립한 수정란 줄기세포 Miz-1번을 미국 NIH에 등록하였다. 그 후 차병원의 정형민 박사 팀, 마리아바이오텍에 박세필 박사 팀, 서울대학교 의학대학 문신용 교수 팀이 등록에 성공하였다. 그러나, 이례적으로 미즈메디 연구소는 미즈메디 수정란 줄기세포와 관련된 연구계획을 NIH에 제출하여 연구비 명목으로 2002년 10월경부터 현재까지 NIH로부터 총 93만 달러 상당을 지원받았다.
황우석 사건과 관련하여 미국 NIH는 한바탕 홍역을 겪게 되었다. 그 하나는 미즈메디 연구소가 Miz-1번의 NIH 등록 이후 현재까지 국외에 12건, 국내에 80건의 Miz-1번을 분양했는데, 이 과정에서 NIH등록된 줄기세포가 아닌 Miz-5번 줄기세포를 임의로 배포하였다는 것이다. NIH는 일단 잠정적으로 미즈-1에 대해 분양을 중지하고 연구비 집행을 정지시켰다.
또 다른 하나는 2005년 사이언스논문의 교신저자인 제럴드 섀튼에게 핵치환이식관련 연구 명목으로 1,600만불을 투자(award)제공하였는데, 이 논문이 조작과 사기에 대한 시비에 휘말리면서 제럴드 섀튼과 NIH 담당자는 국회로부터 청문회를 받게 되었다.

## 같이 보기
- 미국 국립신경질환뇌졸중연구소